# Dipteronie

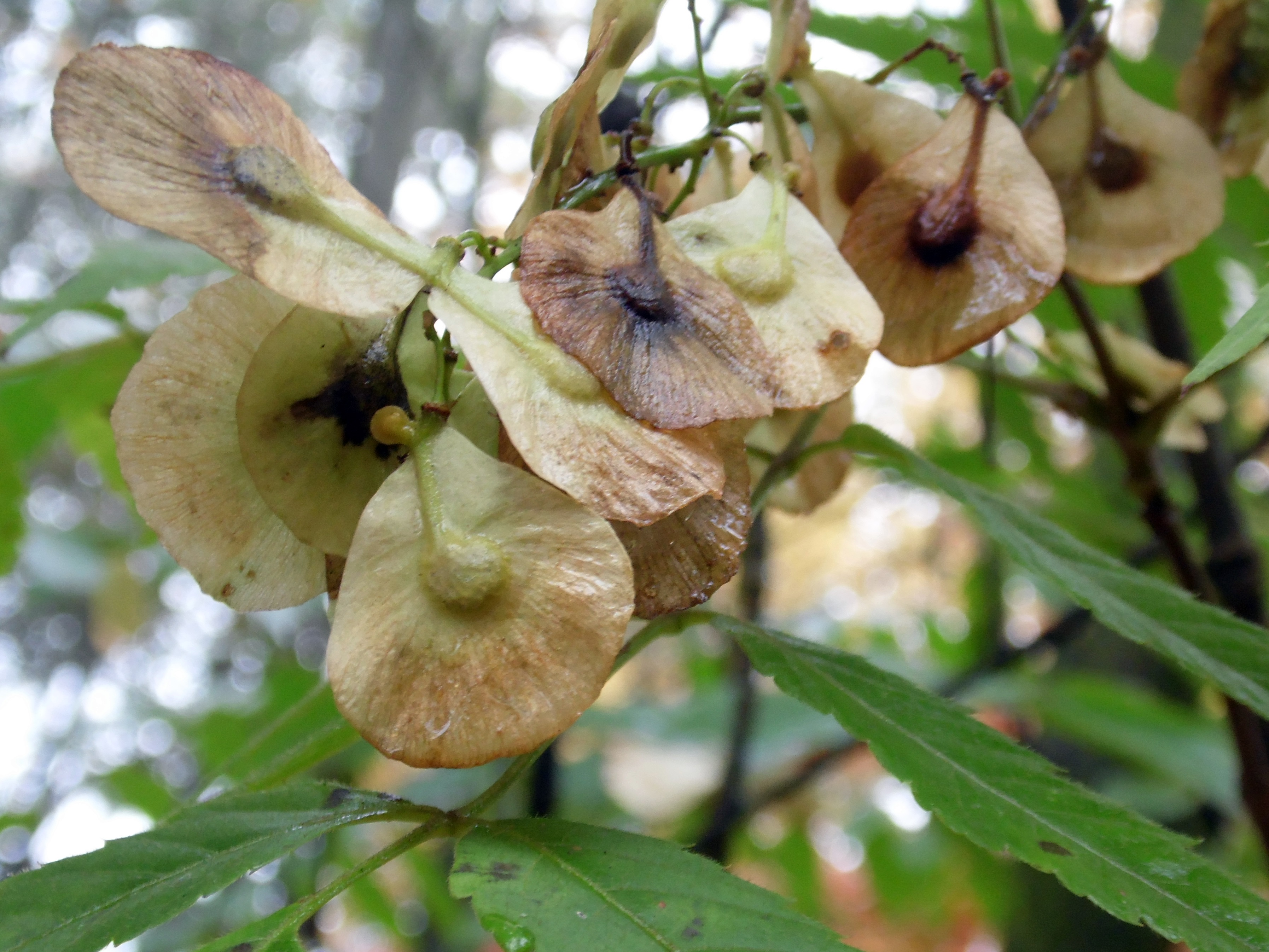
Spaltfrüchte mit zwei Flügelnüssen

Die Dipteronie (Dipteronia sinensis) ist eine Laubbaumart aus der nur zwei Arten umfassenden Gattung der Dipteronien. Diese Gattung wird heute in die Familie der Seifenbaumgewächse (Sapindaceae) eingeordnet; früher wurde sie in die Familie der Ahorngewächse (Aceraceae) gestellt. Die Dipteronie stammt aus China und ist in Mitteleuropa eher selten in Kultur.

## Beschreibung
Die Dipteronie wächst als laubabwerfender Baum und erreicht Wuchshöhen von gut 10–16 Metern; in Mitteleuropa wächst sie jedoch häufig strauchig und bleibt niedriger. Die relativ glatte, braune Borke ist leicht furchig.
Die gegenständigen, gestielten Laubblätter sind unpaarig gefiedert und bis etwa 40–50 cm lang. Die kurz gestielten, zugespitzten 11 bis 15 Fiederblättchen sind dunkelgrün und grob gesägt. Das der Blattbasis nächste, manchmal auch noch das zweite Blättchenpaar, ist manchmal gelappt bis geteilt oder zwei- bis dreizählig, die normalen Blättchen sind eiförmig bis -lanzettlich oder verkehrt-eiförmig. Die Blattspindel ist rötlich, wie auch der frische Laubaustrieb.
Die fünfzähligen Blüten mit doppelter Blütenhülle sind sehr klein und gelb-weißlich, mit je fünf kleinen Kelch- und Kronblättern. Sie sind funktional entweder männlich oder weiblich. Der zweikammerige, haarige Fruchtknoten ist oberständig, der Griffel ist kurz mit einer zweilappigen Narbe. Die männlichen Blüten haben 8 Staubblätter und einen Pistillode. Es ist ein jeweils ein becherförmiger Diskus vorhanden.
Die zweiteiligen Spaltfrüchte stehen in etwa 25 cm großen lockeren Rispen. Die einzelnen, erst rötlichen und zur Reife bräunlichen Flügelnüsse (Merikarpien) sind von einem nahezu kreisförmigen Flügelrand umschlossen; sie sind etwa 2,5 mal 2,5 Zentimeter groß; die Frucht ohne Flügelrand ist etwa 5 mm groß.
Die Chromosomenzahl beträgt 2n = 18.

## Verbreitung und Standort
Die Dipteronie ist in China heimisch. Sie wächst in Mischwäldern oder am Waldrand in Höhenlagen zwischen 1000 und 2400 Metern über dem Meeresspiegel im südöstlichen Gansu, nördlichen Guizhou, südwestlichen Henan, westlichen Hubei, Hunan, Shaanxi, südlichen Shanxi und östlichen Sichuan.
In anderen Teilen der Welt ist die Dipteronie vor allem in Botanischen Gärten anzutreffen; als Zierbaum in Parks und Gärten wird sie selten angepflanzt.

## Systematik
Die Erstbeschreibung durch den englischen Botaniker Daniel Oliver wurde 1889 veröffentlicht.
Ein Synonym ist Acer dielsii H.Lév.; da die Art von manchen Botanikern auch weiter untergliedert wurde, gibt es noch folgende Synonyme:
- Dipteronia sinensis var. taipeiensis W.P.Fang & M.Y.Fang
- Dipteronia sinensis f. taipaiensis (W.P.Fang & M.Y.Fang) A.E.Murray